# Geissois racemosa
Geissois racemosa là một loài thực vật có hoa trong họ Cunoniaceae. Loài này được Labill. mô tả khoa học đầu tiên năm 1825.